# Deportivo Guastatoya
Club Deportivo Guastatoya – gwatemalski klub piłkarski z siedzibą w mieście Guastatoya, stolicy departamentu El Progreso. Występuje w rozgrywkach Liga Nacional. Domowe mecze rozgrywa na obiekcie Estadio David Cordón Hichos.

## Osiągnięcia
- mistrzostwo Gwatemali (3): C2018, A2018, A2020
- wicemistrzostwo Gwatemali (3): A2015, C2017, A2023
- superpuchar Gwatemali (1): 2019

## Historia
W 2004 roku klub przystąpił do rozgrywek trzeciej ligi gwatemalskiej, w której występował w latach 2004–2006. W latach 2006–2014 nieprzerwanie grał w drugiej lidze. 
W 2014 roku Guastatoya wywalczyła pierwszy w historii awans do gwatemalskiej Liga Nacional, pokonując w decydującym meczu barażowym Sacachispas (1:1, 3:2 k.). Do najwyższej klasy rozgrywkowej zespół przystąpił z jednym  z najmniejszych rocznych budżetów w lidze (3 600 000 quetzali, a więc równowartość ok. 460 000 dolarów), zaś połowę składu stanowili młodzi zawodnicy podchodzący z departamentu El Progreso. Ponadto w kolejnych latach częstej reorganizacji ulegała administracja klubu. Mimo to już trzy sezony po awansie walcząca o utrzymanie Guastatoya sensacyjnie zdobyła wicemistrzostwo Gwatemali (Apertura 2015). Architektem tego sukcesu był wieloletni trener drużyny Ariel Sena, który wcześniej wprowadził Guastatoyę do pierwszej ligi.
W 2016 roku trenerem klubu został Amarini Villatoro, były asystent Seny. Po sprzedaży czołowych piłkarzy, dostał do dyspozycji kadrę złożoną z graczy o nikłym doświadczeniu w pierwszej lidze. Pod jego wodzą Guastatoya ponownie wywalczyła tytuł wicemistrza kraju (Clausura 2017), a następnie zdobyła dwa z rzędu mistrzostwa Gwatemali (Clausura 2018, Apertura 2018), co zostało uznane za jedną z największych sensacji w historii gwatemalskiego futbolu. Tym samym Guastatoya została pierwszym gwatemalskim klubem spoza stolicy, który zdobył dwa tytuły mistrzowskie z rzędu.
Jako mistrz kraju, w 2019 roku klub zadebiutował w międzynarodowych rozgrywkach Ligi Mistrzów CONCACAF. Tam przegrał już z pierwszym rywalem, amerykańskim Houston Dynamo (0:1, 1:2).

### Rozgrywki międzynarodowe
| Sezon | Rozgrywki              | Runda | Klub           | Dom | Wyjazd | Ogólnie  |
| ----- | ---------------------- | ----- | -------------- | --- | ------ | -------- |
| 2019  | Liga Mistrzów CONCACAF | 1/8   | Houston Dynamo | 0:1 | 1:2    | 1:3      |
| 2019  | Liga CONCACAF          | 1/8   | Comunicaciones | 0:0 | 1:2    | 1:2      |
| 2021  | Liga CONCACAF          | 1/8   | Alajuelense    | 1:1 | 2:2    | 3:3 (w.) |
| 2021  | Liga CONCACAF          | 1/4   |                | –   | –      | (wo)     |
| 2021  | Liga CONCACAF          | 1/2   | Comunicaciones | 0:1 | 1:2    | 1:3      |
| 2022  | Liga Mistrzów CONCACAF | 1/8   | León           | 0:2 | 0:1    | 0:3      |

## Aktualny skład
Stan na 1 października 2023.
| Nr | Poz. | Piłkarz          |
| -- | ---- | ---------------- |
| 1  | BR   | Adrián de Lemos  |
| 2  | OB   | Omar Domínguez   |
| 3  | OB   | Wálter García    |
| 4  | OB   | Brayan Morales   |
| 6  | PO   | Jonathan Estrada |
| 7  | PO   | José Almanza     |
| 8  | PO   | Anderson Molina  |
| 9  | PO   | Jonathan Morán   |
| 10 | PO   | Andy Ruiz        |
| 11 | NA   | Héctor Prillwitz |
| 12 | NA   | Fredy Orellana   |
| 13 | BR   | Junior Figueroa  |
| 14 | OB   | Dilan Palencia   |

| Nr | Poz. | Piłkarz                 |
| -- | ---- | ----------------------- |
| 16 | OB   | Rubén Morales           |
| 17 | PO   | Néstor Chamalé          |
| 19 | NA   | Marcelo Ferreira        |
| 20 | NA   | William Fajardo         |
| 21 | OB   | Bernabé Hernández       |
| 22 | OB   | Wilson Pineda (kapitan) |
| 23 | OB   | Víctor Armas            |
| 24 | PO   | Marco Rivas             |
| 27 | NA   | Nelson García           |
| 29 | NA   | José Rafael González    |
| 77 | NA   | Denilson Sánchez        |
| 99 | BR   | Jordy Cifuentes         |

## Trenerzy
- Ariel Sena (2008)[2]
- Ariel Sena (2009–2015)[2][8]
- Francisco Melgar (2016)[9][10]
- Roque Alfaro (2016)[11]
- Amarini Villatoro (2016–2019)[12][13]
- Daniel Casas (2019)[14][15]
- Fabricio Benítez (2019–2020)[15][16]
- William Coito Olivera (2020–2021)[16]
- Rafael Díaz (2021)
- Daniel Guzmán (2021)
- Omar Morales (2021)
- Mario Acevedo (2022–2023)
- Roberto Montoya (od 2023)